# Lauksletta
Lauksletta est une localité du comté de Troms, en Norvège.

## Géographie
Administrativement, Lauksletta fait partie de la kommune de Skjervøy.